# Tooji
Tooji, pseudónimo de Touraj Keshtkar (em persa: تورج کشتکار; Xiraz, 26 de Maio de 1987), é um cantor, modelo, apresentador e dançarino iraniano naturalizado norueguês. Representou a Noruega no Festival Eurovisão da Canção de 2012, em Bacu, no Azerbaijão, e ficou em 26.º lugar (o último) na final.

## Biografia
Tooji mudou-se para a Noruega com um ano de idade e começou a sua carreira de modelo aos 16 anos. Pouco depois, iniciou uma carreira como apresentador de televisão na MTV Noruega, onde apresentou o Super Saturday e o Top 10 de Tooji. Em 2012, competiu no Grande Prémio Melodi e ganhou com a canção «Stay», que lhe deu a oportunidade de representar a Noruega no Festival Eurovisão da Canção de 2012. A 10 de Março de 2012, apresentou os votos do júri internacional em nome da Noruega na final do Melodifestivalen 2012, a pré-seleção sueca. A 18 de Maio de 2013, apresentou os votos noruegueses para o Festival Eurovisão da Canção de 2013, realizado em Malmo, na Suécia. Desde 2012, Tooji apresenta, com Margrethe Røed, o Melodi Grand Prix Junior na Noruega.

## Vida pessoal
Assumiu-se homossexual em 2015. Desde então, tem sido também um ativista LGBT.

## Discografia
- 2008: Swan Song
- 2012: Stay